# Paramount Streaming
Paramount Streaming (dawniej CBS Digital Media Group, CBS Interactive, ViacomCBS Streaming) – amerykańskie przedsiębiorstwo mediowe założone w 1992 roku. W 2008 roku CBS przejęło CNET Networks.
Jego portfolio obejmuje witryny internetowe Metacritic, GameSpot, GameFAQs, Giant Bomb (poświęcone grom komputerowym) oraz CNet, TechRepublic i ZDNet (poświęcone technice).
Przedsiębiorstwo ViacomCBS Streaming zmieniło nazwę na Paramount Streaming, zgodnie z rebrandingiem spółki matki ViacomCBS na Paramount Global w lutym 2022 roku.